# 佐賀県道273号藤原松瀬線
佐賀県道273号藤原松瀬線（さがけんどう273ごう ふじばるまつせせん）は、佐賀県佐賀市から神埼市を経由して、佐賀市に至る一般県道である。

## 概要
佐賀市三瀬村藤原から神埼市を経由して、佐賀市大和町大字松瀬に至る。

### 路線データ
- 起点：佐賀県佐賀市三瀬村藤原（佐賀県道21号三瀬神埼線交点）
- 終点：佐賀県佐賀市大和町大字松瀬 （佐賀県道209号広滝大和富士線交点）

## 地理

### 通過する自治体
- 佐賀市
- 神埼市
- 佐賀市

### 交差する道路
| 佐賀県道21号三瀬神埼線      | 三瀬村藤原     | 起点 |
| 佐賀県道209号広滝大和富士線 | 大和町大字松瀬 | 終点 |

### 沿線
- 三瀬ルベール牧場 どんぐり村（本路線の西側にある）